# Переливт

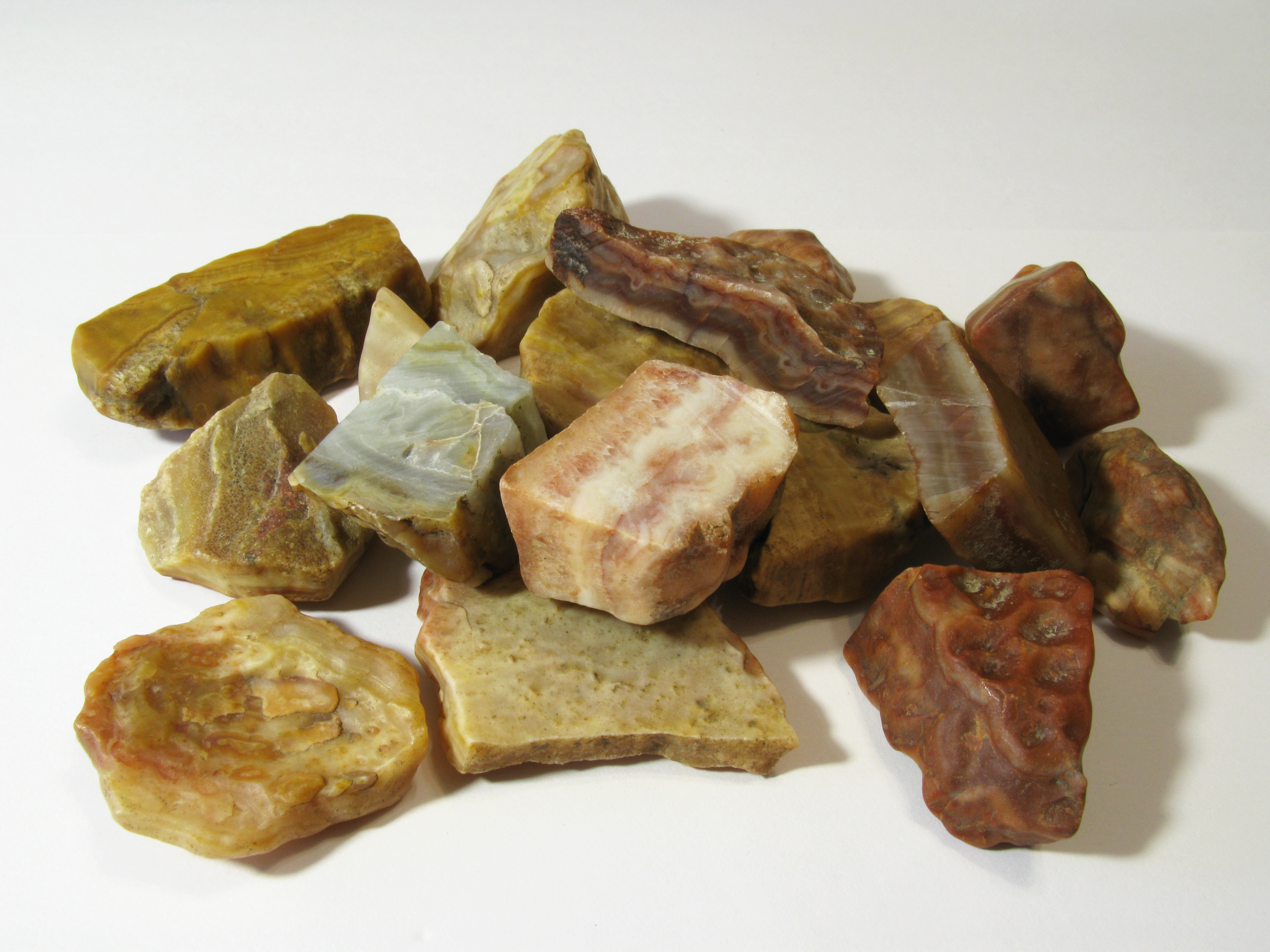
Шайтанский переливт

Переливт — мелкокристаллический диккит-кварцевый агрегат, имеющий слоистое строение. По внешнему виду сильно напоминает агат, но тем не менее, отличается от него.

## Отличия от агата
Агат образован слоями халцедона, имеющего волокнистую структуру, и имеет закономерное строение как послойно отлагавшийся целостный минеральный агрегат. Переливт имеет мелкокристаллическую структуру и поэтому не может быть перекрашен теми же методами, что агат. 
В 1985 г. в журнале "Природа" (№ 4) появилась статья Т. А. Глазовой и Д. П. Григорьева, сотрудников Ленинградского горного института. Авторы доказали, что шайтанский переливт является не агатом, а полиминеральным агрегатом, состоящим из кварца и глинистого минерала диккита Al2(OH)4[Si205]. Глазова и Григорьев изучили переливт под обычным и электронным микроскопами, а также  провели рентгенографический и другие методы анализа. В результате оказалось, что кремнезем в самоцвете представлен не волокнистой формой, которая характерна для халцедонов, а мелкокристаллическим кварцем. 

## Месторождения

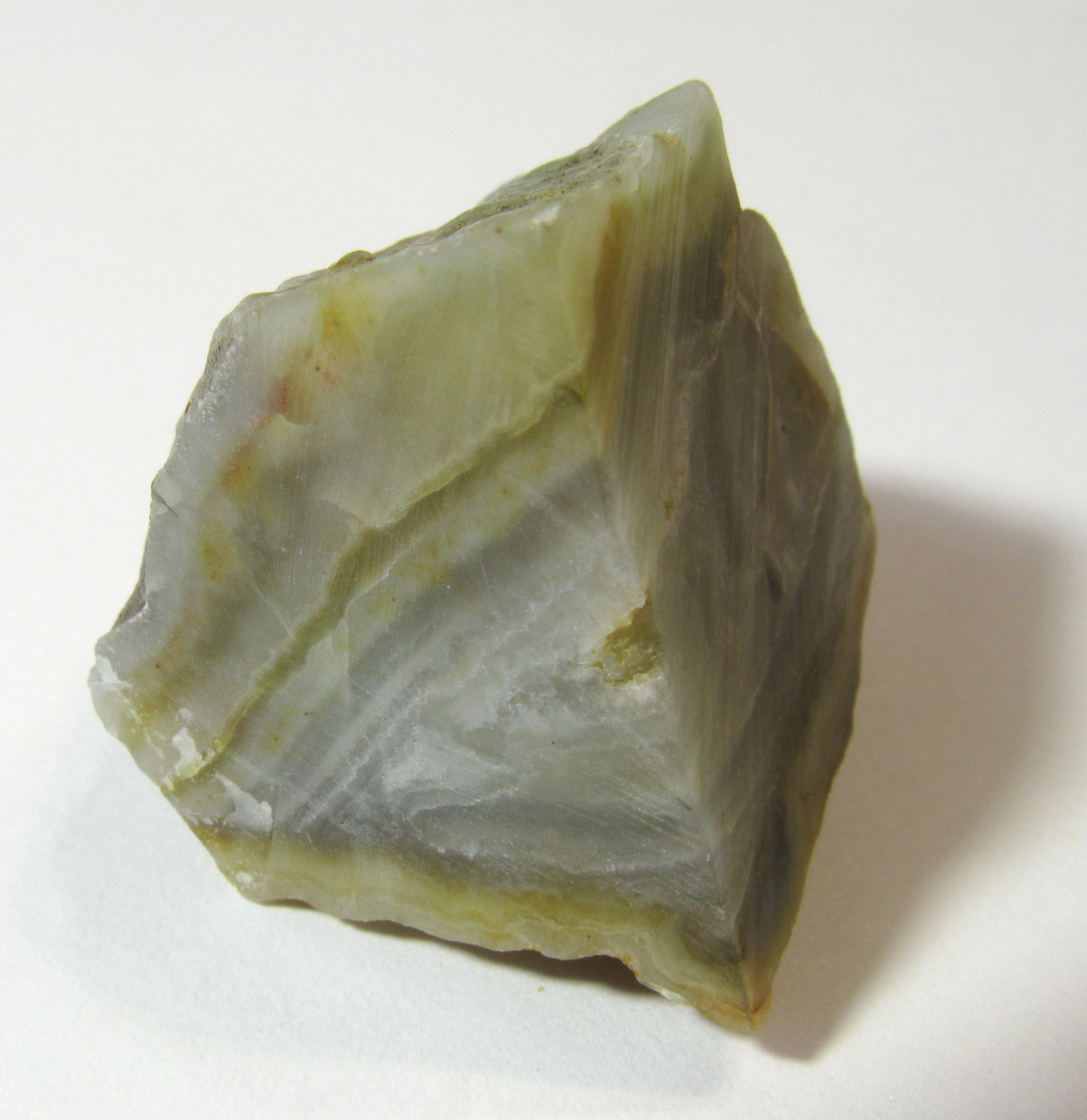
Шайтанский переливт

### Шайтанский переливт
Найден в 3 км. от села Шайтанка (ныне Октябрьское) в верховьях реки Медвежки (Свердловская область). Месторождение входит в состав самоцветной полосы Урала.
Открыто в 1787 году Я. Федоровым и И. Раздеришиным. По другим сведениям открыт в 1791 году участником одной из экспедиций по изучению природы России, надворным советником А. Раздеришиным.
До 1960-х годов встречался только в виде глыб на поверхности, после было найдено коренное месторождение, пока единственное в мире. Представлен в виде зон, полос, линз и прожилков в жильных телах среди гранитов и гнейсов.
Окраска слоев в переливте, в особенности добытом с приповерхностных развалов, весьма  разнообразна:  встречаются белые, зеленовато- или голубовато-серые, розовые, буровато-красные и почти малиновые цвета. Розовые, красные и коричневые тона, создаваемые гидроокислами железа, с глубиной постепенно исчезают, и доминируют голубоватый или зеленоватый цвета камня. Рисунок камня в коренном залегании оказывается менее эффектным.
Развалы обломков переливта отмечены на обширной площади между сёлами Октябрьским и Черемисским, что позволяет говорить о наличии перспектив на открытие новых жильных тел с переливтом. В 19-м столетии переливт добывал геологический отдел при Екатеринбургской гранильной фабрике. Источником выступали вспаханные поля и глинистые наносы близ водоёмов.

## Применение
Переливт является поделочным камнем. Камень хорошо полируется и прекрасен в изделиях. Сразу после открытия месторождения переливта из него изготовили столешницу для Зимнего дворца в Санкт-Петербурге, известна также пепельница в Павловском дворце-музее. Ее оправа из серебра и обрамление гранатами говорят о том, что переливт со времени его первой находки считался достаточно ценным камнем. В Эрмитаже хранятся геммы из переливта, автор которых – сама императрица Екатерина II, увлекавшаяся резьбой по агату. 
В настоящее время из него делают ювелирные изделия: красивые бусы, в которых камню придается форма четырехгранной призмы, а также кабошоны для вставки в кольца, серьги, броши.
Из него делают также цилиндрические предметы и шары для массажных сеансов.